# Charlotte Coleman
Charlotte Ninon Coleman (Londra, 3 aprile 1968 – Londra, 14 novembre 2001) è stata un'attrice cinematografica, teatrale e televisiva britannica, nota al grande pubblico per il personaggio di Rossella nel film Quattro matrimoni e un funerale (1994).

## Biografia
Suo padre, l'anglo-canadese Francis Coleman, fu attore e produttore televisivo; sua madre Ann Beach attrice a sua volta, così come la sorella minore di Charlotte, Lisa Coleman.
Ebbe un'istruzione abbastanza eterogenea (ed eterodossa), visto che frequentò dapprima una scuola di teatro a Islington, poi ― intorno ai 15 anni ― un istituto del Devon, per essere ammessa al quale spese tutti i suoi risparmi e, infine, una scuola di cucina.
Nel frattempo era attiva nel mondo dello spettacolo fin dal 1977, anno della sua prima apparizione televisiva in un programma della BBC; dal 1978 al 1981 fu presente in quattro stagioni di una serie prodotta dalla ITV, Worzel Gummidge; nel 1979 apparve sulle frequenze di London Weekend per un'altra serie.
Dal 1981 al 1984, per Thames Television, impersonò Marmalade Atkins, una teenager ribelle presente in un film TV (Marmalade Atkins in Space, 1981) e due successive serie (Educating Marmalade e Danger: Marmalade at Work ).
Charlotte Coleman si impose nel primo ruolo adulto nel 1990 in uno sceneggiato di successo, Oranges Are Not the Only Fruit, in cui impersonò una ragazza lesbica che prende coscienza della sua sessualità all'interno di una severa famiglia pentecostale nel Lancashire.
Lo sceneggiato, in tre puntate, vinse il BAFTA 1991 come miglior dramma televisivo britannico.
Dopo le esperienze televisive Coleman passò al teatro e, poco dopo, al cinema.
Il suo primo ruolo su pellicola fu quello di Scarlett, l'improbabile e anticonformista compagna di appartamento di Charles (Hugh Grant) in Quattro matrimoni e un funerale, che fa da spalla al protagonista in tutte le sue vicissitudini e alla fine sposerà un miliardario texano; messasi in luce come personaggio anticonvenzionale e spesso fuori dagli schemi, la sua performance le valse nel 1995 il premio BAFTA alla migliore attrice non protagonista; in seguito fu presente nel film a sfondo transessuale Le donne non sono tutte uguali (1996) e, più avanti, tenne a battesimo Penélope Cruz in una delle sue prime produzioni in inglese, in Due volte ieri (The Man with Rain in His Shoes, 1998).
L'ultima performance cinematografica di Charlotte Coleman è del 1999, nel film Beatiful People, diretto dal britannico di origine bosniaco Jasmin Dizdar.
Tornata a lavorare in televisione a cavallo del 2000 (How Do You Want Me?, BBC), morì nel novembre 2001 a causa di un attacco fulminante di asma bronchiale, della quale soffriva da tempo.
Nel 1987 aveva perso il fidanzato in un incidente mortale in bicicletta.
Il giudizio postumo su Charlotte Coleman è, anche alla luce della sua brillante prestazione in Quattro matrimoni e un funerale, quello di un'attrice dal potenziale appena intravisto ma non pienamente espresso.

## Filmografia

### Cinema
- Avik e Albertine (Map of the Human Heart), regia di Vincent Ward (1992)
- Quattro matrimoni e un funerale (Four Weddings and a Funeral), regia di Mike Newell (1994)
- Il manuale del giovane avvelenatore (The Young Poisoner's Handbook), regia di Benjamin Ross (1995)
- Le donne non sono tutte uguali (Different for Girls), regia di Richard Spence (1996)
- Amori e vendette (Sweet Revenge), regia di Malcolm Mowbray (1998)
- Due volte ieri (The Man with Rain in His Shoes), regia di Maria Ripoll (1998)
- Beautiful People, regia di Jasmin Dizdar (1999)
- Bodywork, regia di Gareth Rhys Jones (2001)

### Televisione
- A Choice of Evils (BBC, 1977)
- Lo spaventapasseri (Serie TV, 27 episodi (1979-81)
- Two People (London Weekend, 1979)
- Marmalade Atkins in Space (Film TV, Thames Television per ITV, 1981)
- Educating Marmalade (Serie, Thames Television per ITV, 1982-83)
- Danger: Marmalade at Work (Serie, Thames Television per ITV, 1983-84)
- Inappropriate Behaviour (BBC, 1987)
- The Bill (un episodio, Thames Television, 1988)
- Inspector Morse (un episodio, Central Independent Television, 1989)
- Oranges Are Not the Only Fruit (Sceneggiato, BBC, 1990)
- Giving Tongue (Film TV, BBC, 1996)
- How Do You Want Me? (Serie, BBC, 1998-2000)
- Nel regno delle fate (Film TV, 1999) - voce

### Teatro
- Our Own Kind (Bush Theatre, Londra, 1991)

## Palmarès
- Premio BAFTA alla migliore attrice non protagonista
1995: Quattro matrimoni e un funerale